# La Déduction relativiste

La Déduction relativiste est un livre d'épistémologie publié par Émile Meyerson en 1925. Il traite « de la théorie de la relativité en tant qu'elle constitue un ensemble de déductions. ».